# Sophie Dahl
Sophie Dahl, geboren als Sophie Holloway (Londen, 15 september 1977), is een Britse auteur en voormalig fotomodel. Vanaf maart 2010 presenteerde Dahl een kookprogramma op BBC Two, The Delicious Miss Dahl.
Sophie Dahl is de kleindochter van zowel de auteur Roald Dahl, actrice Patricia Neal, als de acteur Stanley Holloway.
Ze is getrouwd met de Britse muzikant Jamie Cullum. Samen hebben ze twee dochters.